# سلسلة نوكيا N
كانت سلسلة نوكيا N (بالإنجليزية: Nokia Nseries)‏ عبارة عن مجموعة متطورة من الهواتف المميزة والهواتف الذكية والأجهزة اللوحية التي تم تسويقها بواسطة شركة نوكيا من 2005 إلى 2011. دعمت أجهزة سلسلة N عمومًا العديد من التقنيات اللاسلكية عالية السرعة في ذلك الوقت، مثل شبكة الجيل الثالث أو الشبكة المحلية اللاسلكية. كانت خدمات الوسائط المتعددة الرقمية، مثل تشغيل الموسيقى، أو التقاط الصور/الفيديو أو المشاهدة، أو الألعاب أو خدمات الإنترنت هي المحور المركزي للتشكيلة. تم استبدال المجموعة في عام 2011 بخط مايكروسوفت لوميا باعتباره مجموعة الهواتف الذكية الأساسية للشركة.

## التاريخ
في 27 أبريل 2005، أعلنت نوكيا عن علامة تجارية جديدة لأجهزة الوسائط المتعددة في المؤتمر الصحفي لمصنعي الهواتف المحمولة في أمستردام. تتكون الأجهزة الثلاثة الأولى من سلسلة N التي تم تقديمها في المؤتمر من N70 وN90 وN91. في 2 نوفمبر 2005، أعلنت نوكيا عن N71 وN80 وN92، وفي 25 أبريل 2006، أعلنت عن N72 وN73 وN93، وفي 26 سبتمبر 2006، أعلنت عن N75 وN95. في 8 يناير 2007، أعلنت نوكيا عن Nokia N76 وNokia N77 وNokia N93i. في 29 أغسطس 2007، أعلنت نوكيا عن N95 8GB، N81، N81 8GB، وفي 14 نوفمبر 2007، أعلنت عن N82، الذي يعتبر أول نوكيا مع فلاش زينون. في مؤتمر GSMA الذي عقد في برشلونة سنة 2008، تم الكشف عن N96 وN78. كما تم الكشف عن جهازي سلسلة N جديدان في نهاية أغسطس 2008، وهما نوكيا N79 ونوكيا N85. في 2 ديسمبر 2008، أعلنت نوكيا سلسلة N عن نوكيا N97. في 17 فبراير 2009، أعلنت نوكيا عن هاتف نوكيا N86 8MP، وهو أول هاتف نوكيا بدقة 8 ميجابكسل. تم الإعلان عن نوكيا N8 بكاميرا بدقة 12 ميجابكسل في أبريل 2010 وفي 21 يونيو 2011 عرضت نوكيا هاتفها الذكي نوكيا N9 الذي استند إلى نظام التشغيل ميجو، وهو رابع جهاز من سلسلة N لا يعتمد نظام التشغيل سيمبيان (بعد الأجهزة اللوحية N800 وN810 المستندة إلى نظام التشغيل مايمو، وN900 الذكي). تقاعدت سلسلة N واستبدلت بـ لوميا في ذلك العام. قدمت الشركة الكمبيوتر اللوحي نوكيا N1 في 18 نوفمبر 2014، والذي يمثل عودة بادئة N، ولكن لم يتم تسويقه على أنه ضمن "سلسلة N".

## المميزات
كانت سلسلة نوكيا N تستهدف المستخدمين الذين يتطلعون إلى تجميع أكبر عدد ممكن من الميزات في جهاز واحد. تعد الكاميرات الأفضل من المتوسط التي توجد غالبًا على أجهزة سلسلة N (حيث يستخدم العديد منها بصريات كارل زايس عالية الجودة) أحد الأمثلة على ذلك، مثل إمكانية تشغيل الفيديو والموسيقى وإمكانيات عرض الصور لهذه الأجهزة، والتي تشبه تلك الموجودة في الأجهزة المحمولة المستقلة. اعتبارًا من عام 2008، كانت وظائف GPS ومشغل MP3 وشبكة WLAN موجودة أيضًا في جميع الأجهزة التي تم إطلاقها في ذلك الوقت.
الأرقام تصف سمات الهاتف:
- سلسلة N7x - 7 هي سلسلة N المتوازنة الأقل تكلفة مع ميزات أقل؛
- سلسلة N8x - 8 هي النطاق الأعلى من سلسلة N مع الكاميرات (على سبيل المثال. N82 وN85 وN86 8MP)؛
- سلسلة N9x - 9 هي أعلى مجموعة وأغلى سلسلة N، وتعتبر الأجهزة الرئيسية؛

على الرغم من ذلك، هناك استثناءات - بالنظر إلى N8x، كان كل من N82 وN86 8MP من الهواتف الذكية الأفضل في فئته مع الكاميرات المتقدمة، لذلك من الواضح أنهما "متطوران" مثل زملائهم من طرازات N9x.

## أنظمة التشغيل

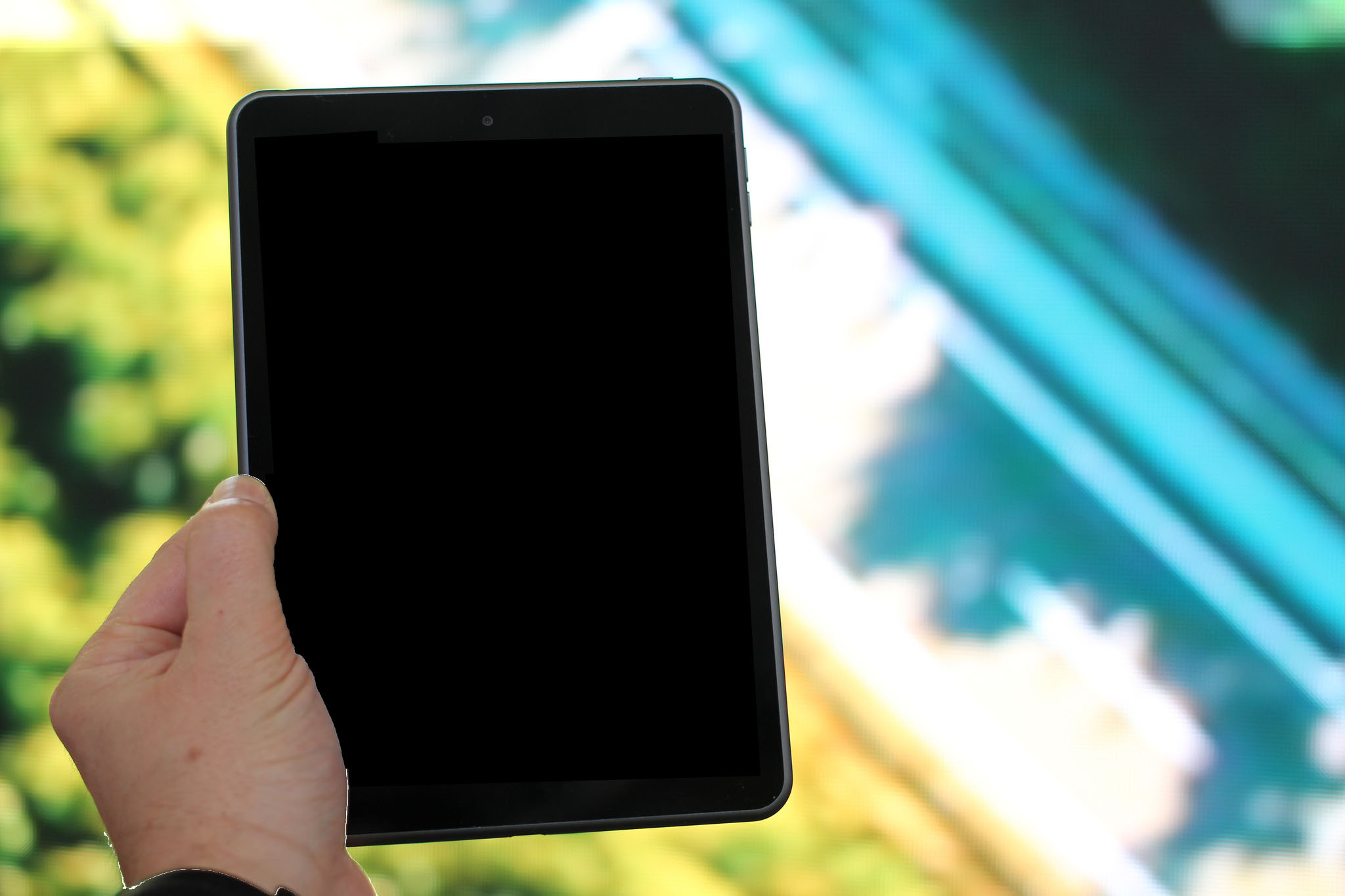
كان الكمبيوتر اللوحي نوكيا N1 هو أحدث هاتف ذكي/جهاز لوحي من نوكيا يستخدم شاشة IPS LCD بمقاس 7.9 بوصة.

كان أول جهاز من سلسلة N هو نوكيا N90 في عام 2005، والذي تضمن نظام التشغيل سيمبيان 8.1.
كان نوكيا N8، الذي تم إصداره في سبتمبر 2010، أول هاتف في العالم يعمل بنظام سيمبيان، وأول هاتف من نوكيا يتميز بعدسة ضبط تلقائي للصورة بدقة 12 ميجابكسل.

## قائمة أجهزة سلسلة N
في يونيو 2011 في مؤتمر نوكيا بسنغافورة، أطلقت نوكيا جهاز N9 الجديد مع واجهة المستخدم ميغو 1.2 هارتان والذي أسمته الشركة جهاز Qt باعتباره التطبيق الكامل وإطار واجهة المستخدم مكتوبًا في (Qt). اعتبر أيضًا أول هاتف يعمل باللمس في العالم بدون أزرار للشاشة الرئيسية وواجهة مستخدم جديدة رائعة. كانت المراجعات متوسطة إلى جيدة لهذا الهاتف، حيث أحب معظم المراجعين جودة الهاتف ونظام التشغيل الجيدين، لكنهم أعربوا عن قلقهم من حقيقة أنه يخسر أمام المنافسين من حيث المواصفات. كان من المتوقع بيع الجهاز في مناطق محددة في الربع الثالث من عام 2011.

## وصلات خارجية
- نوكيا أوروبا | سلسلة N
- تحدث عن سلسلة N | مراجعات هاتف نوكيا